# Mathilde Goffart
Pour les articles homonymes, voir Goffart.
 (septembre 2017).
Si vous disposez d'ouvrages ou d'articles de référence ou si vous connaissez des sites web de qualité traitant du thème abordé ici, merci de compléter l'article en donnant les références utiles à sa vérifiabilité et en les liant à la section « Notes et références ».
Mathilde Goffart, née le 30 janvier 1998, est une actrice belge qui s'est rendue célèbre grâce au film Survivre avec les loups, tiré du livre homonyme, prétendument autobiographique, dans lequel elle interprète le rôle de l'auteur Misha Defonseca.

## Biographie
Mathilde Goffart est une comédienne belge née en Belgique le 30 janvier 1998. En 2008, elle joue le rôle fictionnel de Misha, une petite fille juive séparée de ses parents en 1942 et qui traverse l'Europe pour les retrouver, dans Survivre avec les loups de Véra Belmont. En 2009, elle interprète Peggy Blue dans Oscar et la dame rose, d'Éric-Emmanuel Schmitt.
Mathilde interprète Adeline dans Une chanson pour ma mère de Joël Franka.
Son grand frère, Antoine Goffart, a joué dans des films publicitaires.

## Filmographie
- 2007 : Survivre avec les loups de Véra Belmont : Misha
- 2008 : Départ de Baudouin du Bois (court-métrage)
- 2009 : Oscar et la Dame rose d'Éric-Emmanuel Schmitt : Peggy Blue
- 2012 : Une chanson pour ma mère de Joël Franka : Adeline
- 2017 : Amnêsia de Jérôme Fansten (web-série et série télévisée) : Nadia

## Distinctions
- 2009 : Prix de la  Meilleure Actrice au Festival du Film de Calabre (Calabria Film Festival)
- 2014 : Magritte du premier film pour Une chanson pour ma mère de Joël Franka.